# Ferenta castula
Ferenta castula är en fjärilsart som beskrevs av Paul Dognin 1912. Ferenta castula ingår i släktet Ferenta och familjen nattflyn. Inga underarter finns listade i Catalogue of Life.